# Aleurotrachelus rotundus
Aleurotrachelus rotundus es una especie de insecto hemíptero de la familia Aleyrodidae y la subfamilia Aleyrodinae. Se distribuyen por Asia oriental.
Fue descrita científicamente por primera vez por Corbett en 1935.